# Asociación Internacional Circasiana
La Asociación Internacional Circasiana (International Circassian Association) fue fundada a principios de la década de 1990 con el objetivo de representar los derechos del pueblo circasiano dentro y fuera de su territorio con métodos no violentos.
Los circasianos o cherquesos son un grupo étnico de unas 709.000 personas que vive en el noroeste del Cáucaso, repartidos a lo largo de tres repúblicas de la Federación Rusa: Adigueya, donde viven el 22,5% de los circasianos; Kabardia-Balkaria, donde superan el medio millón y son el 52,5% de la población, y Karacháyevo-Cherkesia, donde son el 11,2% de la población. El área total de la zona circasiana ocupa 33.100 km², de los cuales 7.600 km² corresponden a Adigueya, 14.200 km² a Kabardia-Balkaria y 12.500 km² a Karacháyevo-Cherkesia. Las capitales de las tres repúblicas son Maikop, Nálchik y Cherkessk respectivamente. 
Alrededor de 3 millones de circasianos viven fuera de Rusia: 2 millones en Turquía, 150.000 en Siria, Jordania e Israel, 40.000 en Alemania y Holanda, y 9.000 en EE UU.
Su idioma es una lengua circasiana, el adigué. La religión mayoritaria es el islamismo suní de la escuela hanafí.
La Asociación Internacional Circasiana entró a formar parte en 1994 de la Organización de Naciones y Pueblos No Representados con el propósito de preservar la unidad espiritual y política de la etnia circasiana. En su fundación unieron a los activistas adigués y abjasios de las repúblicas en las que ambos vivían, así como los circasianos que vivían en todo el mundo.